# عویضه عامری
عویضه عامری (انگلیسی: Awidhah Al-Aamri؛ زادهٔ ۱۵ مارس ۱۹۸۳) ورزشکار اهل عربستان سعودی است.
از باشگاه‌هایی که در آن بازی کرده‌است می‌توان به باشگاه فوتبال الاهلی عربستان سعودی و باشگاه فوتبال الفیصلی عربستان سعودی اشاره کرد.